# Reithrodontomys gracilis
Reithrodontomys gracilis é uma espécie de roedor da família Cricetidae.
Pode ser encontrada nos seguintes países: Belize, Costa Rica, El Salvador, Guatemala, Honduras, México e Nicarágua.